# Austrolycus
Austrolycus – rodzaj ryb z rodziny węgorzycowatych (Zoarcidae).

## Klasyfikacja
Gatunki zaliczane do tego rodzaju:
- Austrolycus depressiceps
- Austrolycus laticinctus